# Stjernelys
Stjernelys er det lys, der udsendes af stjerner. Det refererer typisk til synligt lys fra andre stjerner end Solen, som kan observeres på Jorden om natten. Dog kan stærke stjerner observeres på Jorden om dagen.
Sollys er betegnelsen for Solens stjernelys observeret om dagen på Jorden. Om natten beskriver albedo solrefleksioner fra andre himmellegemer i solsystemet, herunder måneskin, planetlys og zodiakallys.